# 東京ナイト・クラブ
「東京ナイト・クラブ」（とうきょうナイト・クラブ）は、佐伯孝夫作詞、吉田正作曲の歌謡曲である。

## 概要
1959年（昭和34年）7月、フランク永井と松尾和子のデュエットで、日本ビクターからレコードが発売された。夜の都会の雰囲気が漂うムード歌謡の代表曲でもあり、また、デュエット・ソングのスタンダードとしても人気のある定番曲である。
レコードでは、この歌はB面に収録され、A面は松尾和子と和田弘とマヒナスターズがデュエットした「グッド・ナイト」であった。松尾にとっては、このレコードがデビュー盤であったが、当時のビクターのスター歌手だったフランクとマヒナスターズが、新人・松尾とのデュエットを組んだ。両面とも大ヒットし、松尾は華々しいデビューを飾り、一躍スターへと駆け上がった。
後年、テレビの歌番組でも度々、オリジナル盤と同じフランクと松尾のデュエットで、何度も「東京ナイト・クラブ」が放送された。さらに円熟味を増した2人の歌声と、ベテランらしいテンポのよい「かけ合い」は、多くの視聴者をひきつけた。
この歌の特徴は、男性と女性がワンコーラスずつ歌うのではなく、「かけ合い方式」で、一行ずつ交互に歌うことにある。「かけ合い方式」のデュエット曲の先駆けともいえる曲である（もっとも、この歌よりも前に、「かけ合い方式」の歌がまったくなかったわけではないが、数は非常に少なかった）。こうした方式は、のちのデュエットソングに大きな影響を与え、多くのヒット曲に取り入れられている。
フランク永井は1957年から1982年まで、松尾和子も1960年から1962年までそれぞれNHK紅白歌合戦に出場したが、この曲は両人によるNHK紅白歌合戦での披露はなかった。のちの1981年の第32回NHK紅白歌合戦のハーフタイムショーにて、五輪真弓と五木ひろし、河合奈保子と森進一によって歌唱された。
1984年10月21日に『ベスト・カップリング・シリーズ』の1枚として、B面曲を「ラブ・レター」に変更して再発（SV-8509）されている。
なお1979年になって三門志郎／玉城百合子「大阪ナイト・クラブ」という曲が発売されている。

## 収録曲

### SIDE:A
- グッド・ナイト
- 作詞：佐伯孝夫、作曲：吉田正、編曲：佐野雅美
- 松尾和子とマヒナ・スターズ

### SIDE:B
- 東京ナイト・クラブ
- 作詞：佐伯孝夫、作曲：吉田正
- フランク永井と松尾和子のデュエット